# Дай Сыцзе
Дай Сыцзе́ (кит. 戴思杰, фр. Dai Sijie, 2 марта 1954, Чэнду) — французский писатель и кинорежиссёр, выходец из Китая.

## Биография
Из обеспеченной семьи. В период культурной революции его родители находились в заключении, сам он в 1971 году был послан на трудовое перевоспитание в горную деревню. В 1974 году смог вернуться в родные места, работал в сельской школе. После смерти Мао поступил в Пекинский университет, изучал историю китайского искусства. По стипендии приехал в 1984 году во Францию, поступил в Институт кинематографии (фр. IDHEC). Его первый полнометражный фильм «Китай, боль моя» (1989) получил премию Жана Виго. Опубликовал по-французски ряд романов, переведённых на несколько языков, получивших широкое признание и удостоенных различных премий.

## Романы
- Бальзак и портниха-китаяночка (2000, Премия книготорговцев Канады и др. премии; рус. пер. 2001)
- Комплекс Ди (2003, премия Фемина; рус. пер. 2005)
- Одной безлунной ночью (2007)
- Воздушная гимнастика Конфуция (2009)
- Три китайские биографии (2011)

## Фильмография
- 1984: Храм на горе (короткометражный)
- 1989: Китай, боль моя (номинация на Золотого леопарда Локарнского МКФ)
- 1994: Пожиратель луны
- 2002: Бальзак и портниха-китаяночка (номинация на главный приз МКФ в Генте, номинация на Золотой тюльпан Стамбульского МКФ)
- 2006: «Дочери китайского ботаника» (приз зрительских симпатий на Монреальском МКФ)